# Turbomeca Arriel
El Turbomeca Arriel es un motor para helicópteros desarrollado por el fabricante francés Turbomeca en el año 1974. Con un peso de 109 kg (240 lb), el Arriel 1 ofrece una potencia de 520 kW (700 cv). A fecha de 2007, se han fabricado más de 7.000 unidades.

## Aplicaciones
- Agusta A109
- Eurocopter Dauphin
- Eurocopter Ecureuil
- MBB/Kawasaki BK 117
- Sikorsky S-76